# Мухаммад, Далайла
Далайла Мухаммад (англ. Dalilah Muhammad; род. 7 февраля 1990, Нью-Йорк, Нью-Йорк) — американская легкоатлетка, которая специализируется в барьерном и гладком беге на 400 метров. Олимпийская чемпионка 2016 года, двукратная чемпионка мира 2019 года. Экс-рекордсменка мира на дистанции 400 метров с барьерами.
Чемпионка мира среди юниоров 2007 года. Серебряная призёрка Панамериканских игр среди юниоров 2009 года. Серебряный призёр чемпионата мира 2013 года с результатом 54,09. Чемпионка США 2013 года.
Бронзовая призёрка Бислеттских игр 2013 года — 54,33.